# Шуто-Оризари
Шуто-Оризари (макед. Шуто Оризари, цыг. Shuto Orizari, алб. Shutkë) — муниципалитет в северной части города Скопье, столицы Республики Македония. Является единственным в мире муниципалитетом, где цыгане (представляющие большинство населения) имеют особые права и избирают своего градоначальника (в настоящее время, с 2017 года— Курто Дудуш).

## География
На юге граничит с муниципалитетом Бутел, на севере — с муниципалитетом Чучер-Сандево.

## История
Шуто-Оризари начал активно застраиваться после катастрофического землетрясения 1963 года.
После обновления Скопье и его окраин здесь начали селиться преимущественно цыгане по происхождению. Шуто-Оризари имеет высокую степень урбанизации, здесь возникли административные и культурные учреждения.
В 1996 году образована административная единица Шуто-Оризари из бывшего одноименного городского квартала и двух соседних посёлков — Горно-Оризари и Долно-Оризари (Верхнее и Нижнее Оризари).

## Экономика
Экономика района находится в упадочном состоянии, местные политики нередко манипулируют государственными субсидиями на поддержку цыганского народа.

## Демография
Согласно последней общемакедонской переписи, в муниципалитете проживало 22017 человек, из которых:
- 1.438 (6,53 %) македонцы
- 13.342 (60,60 %) цыгане
- 6 675 (30,32 %) албанцы
- 177 (0,80 %) босняки
- 67 (0,30 %) сербы
- 56 (0,25 %) турки
- 262 (1,19 %) прочие

Площадь Шуто-Оризари составляет 7,48 км², плотность населения — 780,75 жит/км².

## Учреждения
В Шуто-Оризари есть две школы: «Братья Рамиз и Хамид» (обучение на македонском, дополнительный предмет — цыганский язык) и «26 июля» с обучением на албанском. Также есть больница, обслуживающая также жителей соседних сёл: Бразда, Кучевиште, Побожье и др. Также существует бесплатная столовая, обслуживающая бедных с понедельника по пятницу.